# George Golding

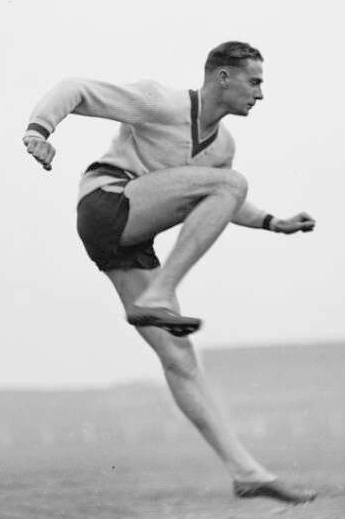
George Golding

George Augustus Golding (* 6. Mai 1906 in Forbes, New South Wales; † 30. August 1999 in Manly) war ein australischer Sprinter und Hürdenläufer.
1930 gewann er bei den British Empire Games in Hamilton Bronze über 440 Yards.
Bei den Olympischen Sommerspielen 1932 in Los Angeles wurde er Sechster über 400 m und erreichte über 400 m Hürden das Halbfinale.
1932 und 1934 wurde er Australischer Meister über 440 Yards Hürden, 1934 auch über 440 Yards.
1941 heiratete er die Schwimmerin Clare Dennis.

## Persönliche Bestzeiten
- 440 Yards: 47,9 s, 30. August 1930, Toronto (entspricht 47,6 s über 400 m)
- 400 m Hürden: 53,1 s, 31. Juli 1932, Los Angeles